# The Hermetic Organ, Vol. 11
The Hermetic Organ Vol. 11 - For Terry Riley è un album dal vivo, e l'undicesimo della serie The Hermetic Organ del compositore jazz statunitense John Zorn, pubblicato il 19 gennaio 2024 dalla Tzadik Records.

## Descrizione
John Zorn dedicò questo volume della serie The Hermetic Organ ad uno dei suoi mentori, Terry Riley. L'album fu registrato il 3 settembre 2023 alla Grace Cathedral di San Francisco, in California.

## Tracce

### Office Nr. 27 - For Terry Riley
1. A New Door Opens – 20:42
2. Elissa's Tears – 20:05

Durata totale: 40:47

## Formazione
- John Zorn – organo a canne